# Nagyhajmási dombok
Nagyhajmási dombok este o arie protejată (arie specială de conservare — SAC, sit de importanță comunitară — SCI) din Ungaria întinsă pe o suprafață de 456,68 ha, integral pe uscat.

## Localizare
Centrul sitului Nagyhajmási dombok este situat la coordonatele 46°23′38″N 18°16′00″E / 46.393889°N 18.266667°E.

## Înființare
Situl Nagyhajmási dombok a fost declarat sit de importanță comunitară în mai 2004 pentru a proteja 1 specie de animale. Situl a fost protejat și ca arie specială de conservare în februarie 2010.

## Biodiversitate
Situată în ecoregiunea panonică, aria protejată conține 2 habitate naturale: Păduri panonice-balcanice de stejar turcesc - stejar sesil, Păduri ilirice de stejar și carpen (Erythronio-Carpinion).
La baza desemnării sitului se află o specie protejată de  nevertebrate: rădașcă (Lucanus cervus).